# 世界计划 缤纷舞台！角色列表
以下为音乐游戏《世界计划 缤纷舞台！ feat.初音未来》的相关角色介绍。
现阶段，游戏中有5個團體，共20位原創角色；外加基於“Piapro Characters”的6位虚拟歌手组成名为“VIRTUAL SINGER”的组合，并以不同的形象出现在各团的“SEKAI”中。

## VIRTUAL SINGER
原型为克理普敦未来媒体旗下的各虚拟歌手，惟其有游戏中特有的性格等设定。各角色在“现实世界”中是演唱创作者歌曲的虚拟歌手，受人喜爱，在“SEKAI”中以反映不同“SEKAI”之主人想法的形象出现。随着游戏活动剧情的推进，各团“SEKAI”中的虚拟歌手角色也会不断增加，直至6位虚拟歌手全部到齐。
初音未來（聲：藤田咲）
闻名遐迩的少女虛擬歌手。生日為8月31日。
特徵是藍綠色的雙馬尾。能以充滿活力的明亮可愛的歌聲演唱各種類型的歌曲。在“SEKAI”的中心，同玩家一起观察各“SEKAI”的情况。在不同的“SEKAI”，其形象都有所不同：
- 在“教室的『SEKAI』”，其形象是喜歡吉他的女高中生，與「Leo/need」團隊一同行動。一歌等人尊稱她為前輩，有時候會給一歌等人建議。為了做好前輩的角色，經常獨自向流歌請求吉他技巧，當被眾人發現會感到害羞。
- 在“舞台的『SEKAI』”，其形象是活跃于舞台的偶像，與「MORE MORE JUMP!」團隊一同行動。表演經驗豐富，會給實乃理等人建議，不論是歌唱舞蹈方面還是心理調節方面，因此被鈴所尊敬。
- 在“街头的『SEKAI』”其形象是充满街頭風格的成熟少女，與「Vivid BAD SQUAD」團隊一同行動。舉止成熟，做什麼都得心應手，因此成为连和心羽追求的目标；但厨艺意外欠佳。
- 在“奇幻乐园的『SEKAI』”，其形象是馬戲團表演風格的女孩，與「Wonderlands×Showtime」團隊一同行動。充满活力，有很多天馬行空的想法。
- 在“空无一人的『SEKAI』”，其形象与通常的初音未来大相径庭，與「25點，Nightcord見。」團隊一同行動。拥有独特的灰白色双马尾和绿紫异色瞳。通常无甚表情、沉默寡言，但很會為他人著想。喜歡唱歌。對於眾人經常來“SEKAI”并使其熱鬧而感到高興。
- 在“敞開的窗戶的『SEKAI』”，在“SEKAI”被負面情緒占據時，其形象為穿黑色有帽長衣，臉懷不安的女孩，即使怎樣歌唱也無法向人傳達歌聲。劇場版的主角。

來自不同“SEKAI”的未來平常沒有任何來往，只有游戏愚人節活動时方才相见，而且在節日過後會忘掉大家交流的記憶。
鏡音鈴（聲：下田麻美）
少女虛擬歌手。生日為12月27日。
特徵是戴著大緞帶的金色鮑伯頭。與鏡音連是雙主唱。充滿魅力的歌聲与可愛又有元氣的外貌相配。
鏡音連（聲：下田麻美）
少年虛擬歌手。生日為12月27日。
特徵是綁在後方的金色短馬尾。與鏡音鈴是雙主唱。符合少年印象的歌聲既堅實又強力，其中更兼具豐富的情感表現。
巡音流歌（聲：淺川悠）
女性虛擬歌手。生日為1月30日。
特徵是粉紅色的長髮。冷靜沈著的舉止配以柔和的歌聲，而有時亦展現出熱情。能用日語和英語歌唱。
MEIKO（聲：拜鄉芽衣子）
女性虛擬歌手。生日為11月5日。
特徵是棕色的短鮑伯頭、紅色的短版上衣和迷你裙。有著穩定又出眾的歌唱能力，以及成熟女性特有的柔和溫暖嗓音。
KAITO（聲：風雅直人）
男性虛擬歌手。生日為2月17日。
特徵是有些外翹的深藍色頭髮與搭配藍色長圍巾的服裝。有著直率又具有清涼感的歌聲，從符合成熟男性印象的厚重低音到有延伸力的高音都得心應手。
上述五者在劇場版中，在五組團隊的SEKAI中有不同的形體存在。

## Leo/need
由星乃一歌、天马咲希、望月穗波、日野森志步组成的校园女子乐队，四人是兒時玩伴，但关系时常发生微妙的变化。四人皆为宮益坂女子學園高中一年级生；一歌、咲希为一年C班，穗波为一年B班，志步为一年A班。日服三周年后全员升上二年级，一歌、穗波为二年A班，咲希、志步为二年B班。
该团的“SEKAI”形态是一座黄昏中的学校，被称为“教室的『SEKAI』”；其中最初登场的“VIRTUAL SINGER”成员是初音未来和巡音流歌。
星乃一歌（聲：野口瑠璃子）
吉他手兼主唱，亦為「Leo/need」團隊核心人物及動畫劇場版主角。宮益坂女子學園高中一年级生（日服三周年前）→高中二年级生（日服三周年后）。担任班上的学级委员。
生日8月11日，喜欢吃炒麵麵包，不喜欢吃豌豆。兴趣是聽初音未來演唱的歌曲、觀賞自己養的仙人掌。
表面上看起来很酷，但其實是很為朋友着想的溫柔少女。是初音未来的粉丝。Leo/need成立后开始作词，并接触DTM。
天馬咲希（聲：礒部花凜）
键盘手。宮益坂女子學園高中一年级生（日服三周年前）→高中二年级生（日服三周年后）。是天马司的妹妹。
生日5月9日，喜欢吃零食，不喜欢吃粥。兴趣是觀賞服飾及化妝的相關视频、製作串珠飾品。
總是十分開朗、面帶笑容的開心果，是使四人重归旧好的关键角色。自幼体弱多病，因而对青春颇为珍视；害怕孤单一人。是团内的作曲担当。
望月穗波（聲：上田麗奈）
鼓手。宮益坂女子學園高中一年级生（日服三周年前）→高中二年级生（日服三周年后）。
生日10月27日，极嗜苹果派，不喜欢吃起司。兴趣是帶家裡的狗散步、养护家庭菜園。擅长家务事，在宵崎奏家兼职家政服务；极不擅长绘画。
有着能包容一切的温柔性格，但曾因此而被同学看作是八面玲珑，受到孤立，变得优柔寡断。后被众人引导，变得敢于面对自己的真实想法。在团内担任后勤工作。
日野森志步（聲：中岛由贵）
贝斯手。宮益坂女子學園高中一年级生（日服三周年前）→高中二年级生（日服三周年后）。是日野森雫的妹妹。
生日1月8日，喜欢吃拉麵、漢堡，不喜欢吃豆腐。兴趣是參加喜歡的女子樂團演唱會、練習與彈奏貝斯；擅长书法。
生性独来独往，不愛與人打交道，不在乎周遭的人對自己的看法；但是十分重視朋友們。做事认真，在音乐事业上坚定不拔；有着喜欢可爱事物的一面。

## MORE MORE JUMP!
由三位退役偶像（桐谷遥、桃井爱莉、日野森雫）與一位梦想成为偶像的粉丝（花里实乃理）组成的偶像團。四人皆为宮益坂女子學園高中生；实乃理为一年A班，遥为一年C班，爱莉、雫为二年D班；日服三周年后全员升级，实乃理、遥为二年D班，爱莉、雫为三年E班。
该团的“SEKAI”形态是一个以闪亮荧光棒为点缀的舞台，被称为“舞台的『SEKAI』”。其中最初登场的“VIRTUAL SINGER”成员是初音未来和镜音铃。
花里實乃理（聲：小倉唯）
宮益坂女子學園高中一年级生（日服三周年前）→高中二年级生（日服三周年后）。
高中一年級A班 → 二年級D班
生日4月14日，喜欢吃鮭魚，不喜欢吃綠花椰菜；兴趣是模仿舞蹈、寫日記、照顧動物。有一个在上小学的弟弟。
為「MORE MORE JUMP!」團隊的核心人物，团内唯一一个没有偶像经验的成员，纵使运气不佳仍保持純真、專一而努力的性情，曾参与选拔失败五十次仍保持乐观态度；但不擅长冷静行事。是桐谷遥的狂热粉丝。
桐谷遙（聲：吉岡茉祐）
宮益坂女子學園高中一年级生（日服三周年前）→高中二年级生（日服三周年后）。
高中一年級C班 → 二年級D班
生日10月5日，喜欢吃甜食，不喜欢芥末；兴趣是收集各式企鵝周邊。与白石杏是发小。
國民級偶像組合“ASRUN”的前成員，因自己的鼓励反使后辈受伤，归罪于自己，并对上台表演产生阴影，因而引退；后在众人激励下重回偶像事业。做事認真，具備獨特的個人魅力。
桃井愛莉（聲：降幡愛）
宮益坂女子學園高中二年级生（日服三周年前）→高中三年级生（日服三周年后）。
高中二年級D班 → 三年級E班
生日3月19日，喜欢吃日式甜點，不喜欢吃動物肝臟；兴趣是偶像研究、購物。虽然喜欢猫但却对猫过敏。在自家三姊妹中排行老二；是东云绘名的初中同学及闺密。
曾是在各種综艺節目中大受歡迎的偶像，和雫同期的研修生，对雫多有帮助；但因不满事务所将自己作为综艺艺人包装而引退。对偶像工作十分热爱。有着自信、強勢的一面，但更多体现照顾人的性格。
日野森雫（聲：本泉莉奈）
宮益坂女子學園高中二年级生（日服三周年前）→高中三年级生（日服三周年后）。
高中二年級D班 → 三年級E班
日野森志步的姐姐，以右下方嘴角的痣為顯著特徵。
生日12月6日，喜欢吃烏龍麵、豆皮，不喜欢吃辛辣食物；兴趣是閱讀、散步。擅长弓道和刺绣，和朝比奈真冬同在弓道部；极不擅长操作机器、看地图。
偶像組合“Cheerful*Days”的前中心位，和爱莉同期的研修生；具有神秘成熟魅力的容貌，却被前队友嫉妒排挤，不堪其扰而引退。成熟的外表下是天然的性情，容易犯迷糊。

## Vivid BAD SQUAD
由小豆泽心羽、白石杏、东云彰人、青柳冬弥组成的街头音乐團體；成员活动与街头表演相关。四人除心羽为宮益坂女子學園高中生外，其余均为东京都立神山高等學校高中生；心羽、杏为一年A班，彰人为一年C班，冬弥为一年B班。日服三周年后全员升上二年级，心羽、杏、彰人为二年A班，冬弥为二年B班。
该团的“SEKAI”形态是一条布满街头涂鸦和活动海报的小巷，被称为“街头的『SEKAI』”。其中最初登场的“VIRTUAL SINGER”成员是初音未来、镜音连和MEIKO。
小豆澤心羽（聲：秋奈）
宮益坂女子學園高中一年級生（日服三周年前）→高中二年級生（日服三周年後）。
生日3月2日，喜欢吃壽桃包、煎堆，不喜欢吃醋拌涼菜；興趣是照顧父親養的蛇，擅長摄影。
為「Vivid BAD SQUAD」團隊的核心人物。在接觸街頭音樂前内向腼腆、缺乏自信，不擅長站在人群面前；但在其後展現出驚人的歌唱天賦。在某些方面，如改變形象，則意外地展現出大膽和堅定的一面。
白石杏（聲：鷲見友美ジェナ）
都立神山高校高中一年級生（日服三周年前）→高中二年級生（日服三周年后）。擔任風紀委員。
生日7月26日，喜欢吃葡萄乾兰姆酒冰淇淋，不喜歡吃番茄。興趣是栽培薄荷，擅長泡咖啡與紅茶；害怕幽靈和怪谈。與桐谷遥是童年玩伴。
活潑開朗的陽光少女，在街頭文化氛圍濃厚的Vivid街長大，自小耳濡目染。父親是音樂咖啡廳“WEEKEND GARAGE”的老闆，也曾是音樂人。
東雲彰人（聲：今井文也）
都立神山高校高中一年級生（日服三周年前）→高中二年級生（日服三周年後）。東雲繪名的弟弟。
生日11月12日，喜歡吃鬆餅、起司蛋糕，不喜歡吃紅蘿蔔。興趣是服飾穿搭，擅長B-Box。
仰慕"RAD WEEKEND"，自國中時便與冬彌组成“BAD DOGS”在街頭活動。小學時在足球方面受挫，被繪名鼓勵嘗試音樂，因而走上街頭音樂的道路并不懈努力奮鬥。對不熟悉的人和熟悉的人有两幅面孔。
青柳冬彌（聲：伊東健人）
都立神山高校高中一年級生（日服三周年前）→高中二年級生（日服三周年後）。在自家三兄弟中排行老幺。
生日5月25日，喜歡咖啡、餅乾，不喜歡花枝。興趣是閱讀，擅長鋼琴、小提琴。
出身古典樂名門，自幼接受父親嚴格的古典樂教育；國中時為反抗父親而走上街頭音樂的道路，期間遇到彰人並組成“BAD DOGS”。相對沉默寡言，容易和人產生誤解，但性情剛直。非常崇拜作為學長兼童年玩伴的天馬司。

## Wonderlands×Showtime（）
由天马司、凤笑梦、草薙宁宁、神代类组成的音乐剧團。
四人除笑梦为宮益坂女子學園高中生外，其余均为东京都立神山高等學校高中生；司为二年A班，笑梦、宁宁为一年B班，类为二年B班。日服三周年后全员升级，司、类为三年C班，笑梦为二年B班，宁宁为二年A班。
该团的“SEKAI”形态是一座充满幻想色彩的主题公园，被称为“奇幻乐园的『SEKAI』”。其中最初登场的“VIRTUAL SINGER”成员是初音未来和KAITO。
天馬司（聲：廣瀨大介）
剧团团长，為「Wonderlands×Showtime」核心人物，以及唯一男性核心人物。都立神山高校高中二年级生（日服三周年前）→高中三年级生（日服三周年后）。天马咲希的哥哥。
生日5月17日，兴趣是观赏音乐剧、制作服装，擅长鋼琴。和神代类在学校被合称为“一二怪人组”。
为了让妹妹绽放笑颜，一心想成为舞台上的大明星。十分自信而引人注目，但容易得意忘形。
鳳笑夢（聲：木野日菜）
宮益坂女子學園高中一年级生（日服三周年前）→高中二年级生（日服三周年后）。在自家四兄妹中排行老幺。
生日9月9日，喜欢吃鲷鱼烧，兴趣是在家附近探险；长于特技动作，以高举双手喊出“Wonderhoi!”为招牌动作。
经营凤凰乐园的凤家二小姐，生性天真开朗，思维天马行空；受已故的祖父影响甚大，为守护祖父创建的奇幻舞台而组建剧团。能感受到他人的快乐是否真实。
草薙寧寧（聲：Machico）
都立神山高校高中一年级生（日服三周年前）→高中二年级生（日服三周年后）。
生日7月20日，喜欢吃葡萄柚，不喜欢薄荷，兴趣是打游戏、观赏音乐剧和电影。演唱水平出众。同神代类是青梅竹马，经由类的推荐加入剧团。
表现得有些恐惧社交的毒舌少女。受幼时所看的音乐剧影响而走上音乐剧之路，却在一次演出中因忘词导致演出失败，在遇到W×S前曾长期萎靡不振；后经众人帮助下成功克服昔日阴影。
神代類（Kamishiro Rui，聲：土岐隼一）
都立神山高校高中二年级生（日服三周年前）→高中三年级生（日服三周年后）。
生日6月24日，厌恶蔬菜。兴趣是设计舞台艺术，在剧团负责舞台的演出设计；擅长钻研各式发明。同草薙宁宁是青梅竹马，并引荐宁宁加入剧团。和天马司在学校被合称为“一二怪人组”。亦曾是晓山瑞希初中时的好友。
被视为我行我素的天才。受幼时所看的音乐剧影响而梦想成为导演，但因自己的点子和想法不被人理解而被看作怪人受排斥；在遇到W×S前曾多次在凤凰乐园进行私自表演。对科技和发明创造十分痴迷。

## 25點，Nightcord見。 (25時、ナイトコードで。)

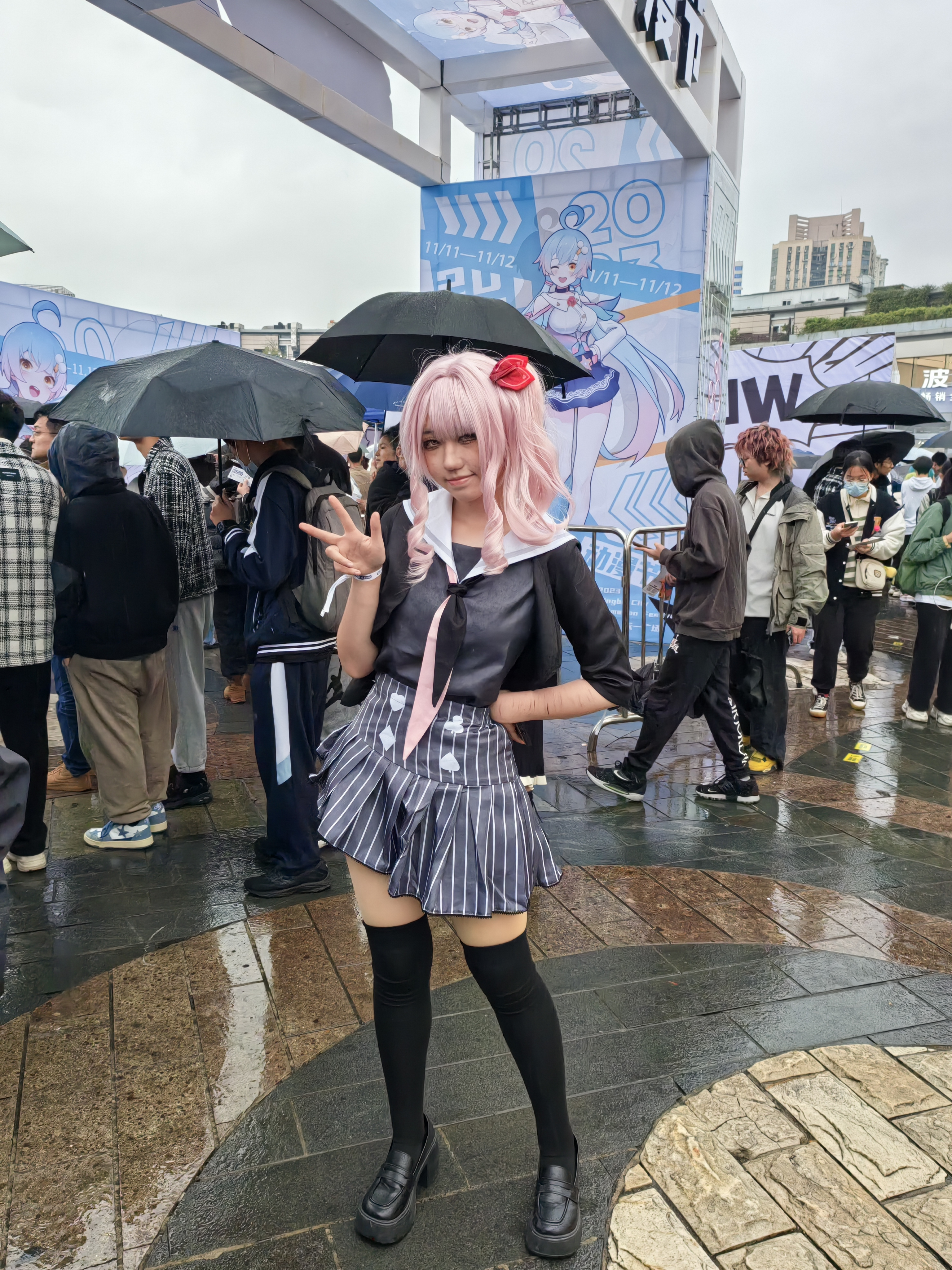
曉山瑞希的cosplay

## 25點，Nightcord見。（）
由宵崎奏、朝比奈真冬、东云绘名、晓山瑞希组成的网络地下音乐组合，其音樂風格偏向陰沉黑暗。四人起初互不相识，仅凭網路聊天工具“Nightcord”沟通，每天晚上25點在線上集合，一起創作，這也是團名的來源。
四人分別就讀於不同的学校：奏为某函授制高中学生，真冬为宮益坂女子學園高中生，绘名和瑞希为东京都立神山高等學校高中生；真冬为二年B班，绘名为二年D班（夜间部），瑞希为一年A班。日服三周年后除奏因函授制不設分級外，其餘三人升级，真冬为三年B班，绘名为三年D班（夜间部），瑞希为二年B班。
该团的“SEKAI”形态是一个宁静、晦暗而毫无生机的无尽空间，被称为“空无一人的『SEKAI』”。其中最初登场的“VIRTUAL SINGER”成员是初音未来。
宵崎奏（聲：楠木灯）
為「25點，Nightcord見。」團隊核心人物，实际上的团长，网名“K”，负责作曲。某函授制高中学生。
生日2月10日，兴趣是听音乐，觀賞電影、漫畫、動畫與藝術作品。拥有超群的作曲天赋，父亲曾赞曰“被音乐所爱”。
十分为他人着想，以至于很少考虑自己。母亲早逝，与身为音乐人的父亲相依为命，受家庭环境影响，希望创作出“让人幸福的音乐”。初中时父亲写广告曲遇瓶颈，曾帮父亲填写一段旋律；尽管受到好评，但父亲却无精打采。之后为使父亲打起精神而献曲，结果使父亲昏迷入院、记忆混乱，因而在悲痛中将父亲的不幸归咎于己。为创作“让人幸福的歌”常闭门不出、不舍昼夜，因长期在阴暗环境工作而不喜欢阳光。家人聘请望月穗波为其打理家务。
朝比奈真冬（聲：田邊留依）
网名“雪”，负责作词和作曲。宮益坂女子學園高中二年级生（日服三周年前）→高中三年级生（日服三周年后）。担任班上的学级委员。
生日1月27日，对外宣称喜欢吃母亲做的菜，兴趣是盯着鱼缸看。和日野森雫同在弓道部。
被评价为文武双全且待人温柔的优等生，对母亲百依百顺。实际上却在他人的期望中迷失自我，失去理想，甚至丧失味觉；发展出对外人和对自己的两重面孔。为寻找自我，在音乐老师的建议下开始接触音乐，并以此为契机认识奏等人。后又另开小号“OWN”作曲，但仍觉无法寻到自我。最终在众人的强烈干预下明确了自己“想被找到”的心愿，并开始逐渐作出改变。主线剧情后因作曲活动被母亲发现而与之正面冲突，离家出走至宵崎奏家。
東雲繪名（聲：鈴木實里）
网名“えななん（Enanan，繪名名）”，负责作画。都立神山高校高中二年级生（日服三周年前）→高中三年级生（日服三周年后）。东云彰人的姐姐。
生日4月30日，喜欢吃鬆餅、起司蛋糕，不喜欢吃紅蘿蔔；兴趣是画画、自拍及自搜，被瑞希戲稱为“陰險自拍女”。是桃井爱莉的初中同学及闺密。
父亲是著名画家，作为其女而强烈想获得外界认可，因而不断努力；但却囿于父亲的打击和过去考美术学校的失败中，常陷入自我怀疑，以沉迷自拍和作为逃避。为专心作画而入读夜间部，因而不擅长早起。由于曾给奏的曲子作画而加入25。
曉山瑞希（聲：佐藤日向）
网名“Amia”，负责MV制作。都立神山高校高中一年级生（日服三周年前）→高中二年级生（日服三周年后）。家中另有一姊；唯一一个未有指明性别的角色（實為男性）。
生日8月27日，喜欢吃咖哩飯、薯條，不喜欢吃香菇、烫口的食物。兴趣是收集视频素材、拼貼藝術，擅长缝纫和服装设计。曾是神代类初中时的好友。
非常喜歡可愛的事物。出于对拼贴艺术的兴趣而学习视频制作，由于曾给奏的曲子制作MV而加入25。自我调节能力较强，能很容易察觉他人的真实想法，在团内积极调节成员关系；拥有其他成员都不知道的秘密，因為怕被人誤解所以很少上學。